# 神埼郡
- 令制国一覧 > 西海道 > 肥前国 > 神埼郡
- 日本 > 九州地方 > 佐賀県 > 神埼郡

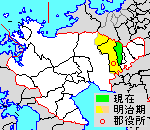
佐賀県神埼郡の位置（緑：吉野ヶ里町 薄黄：後に他郡に編入された区域）

神埼郡（かんざきぐん）は、佐賀県（肥前国）の郡。
人口16,316人、面積43.99km²、人口密度371人/km²。（2025年2月1日、推計人口）
以下の1町を含む。
- 吉野ヶ里町（よしのがりちょう）

## 郡域
1878年（明治11年）に行政区画として発足した当時の郡域は、上記1町のほか、下記の区域にあたる。
- 佐賀市の一部（三瀬村各町・蓮池町大字古賀・蓮池町大字小松・蓮池町大字見島・大和町大字名尾）
- 神埼市の全域

## 歴史

### 古代
三根郡は、古くは「肥前国風土記」「和名抄」などに見えて、「和名抄」では「加無佐岐」と記す。
『肥前國風土記』の「神埼郡」の条に、
昔、この郡に荒ぶる神がいて、往来する人が多く殺されました。景行天皇が巡行なされた時、ようやくこの神が和らぎました。それ以来、二度と災いは無くなりました。
そのため、神埼の郡とである。『肥前國風土記』では９郷ですが、三根（みね）・船帆（ふなほ）・蒲田（かまだ）・宮処（みやこ）の４郷の記載である。
- 三根郷…『肥前國風土記』[1]で神埼郡三根村を海部直鳥が分郡して三根郡が成立したため、この地が海部直鳥の本拠地であったと思われる。所在地は神崎駅の西の城原川流域と比定。
- 船帆郡…在地[1]の諸豪族が、船で景行天皇が巡行なされた時に供奉した場所で、三根郷の南に位置する地域にあった。
- 蒲田郡…遺称[1]に蒲田津（現在の佐賀市蓮池）があり、城原川が筑後川に合流する地域である。船帆郡のさらに南に位置して、海に面した地域である。
- 宮処（宮所）郡…景行天皇の行宮の置かれた地であり、神埼市千代田町の西南部地域の比定される。

### 中世
神崎荘は、836年(承和3年)『類聚国史』に天皇の命により新たに、690町の土地開発から始まる。皇室領を経て、院領になる。その後は、白河院領から鳥羽院領、後白河院領へと代々継承されています。鳥羽院領の時代には、院司として平忠盛（平清盛の父）が神埼荘の預所となり、管理するようになった。その子清盛も同じく預所となった。
1292年(正応5年)『河上宮造営用途惣田数注文』には肥前國最大の荘園となったことが記され、その範囲は現在の神埼市、吉野ヶ里町、上峰町、みやき町の一部にいたる3000町とも言われている。城原川流域には、神埼荘の櫛田三所大明神といわれる白角折神社、櫛田宮、高志神社がある。
中世の時期には、蒲田郷・中郷・竹村郷・上條郷・倉戸郷・東郷・西郷・土師郷・本告郷・賀﨑郷があったと推定される。
南北朝時代には、北朝の九州探題の一色氏が勢福寺城、横大路城を拠点とした。南朝は、菊池武安が仁比山城、姉川城を拠点としている。
室町・戦国時代には、江上元種が城原に、菊池氏の末裔の姉川惟安が姉川城に、本告頼景が本告牟田、執行兼貞が仁比山に拠点を置いた。四家は、少弐氏に従って享禄3年（1530年）、田手畷の戦いで奮戦して大内氏に勝利する。
少弐氏の滅亡後は、四家は大友氏に従う。龍造寺隆信が今山の戦いに勝利した後は、姉川氏、本告氏は従属した。江上氏、執行氏は龍造寺と反目している。

### 近世
江戸時代に全域が佐賀藩領になり、蓮池藩5万2000石（佐賀藩の内高）のうちの３分の１の所領が当郡内にあった。

### 近世以降の沿革
- 「旧高旧領取調帳」に記載されている明治初年時点での支配は以下の通り。（43村）

| 知行 | 知行           | 村数 | 村名 |
| ---- | -------------- | ---- | --- |
| 藩領 | 肥前佐賀藩     | 33村 | 迎島村、柳島村、渡瀬村、箱川村、境原村、託田村、下板村、黒井村、姉川村、横武村、本告牟田村、松隈村、石動村、三津村、大曲村、吉田村、豆田村、田手村、的村、城原村、鶴村、尾崎村、本堀村、神埼村、竹村、志波屋村、田道ヶ里、広滝山、腹巻山、鹿路山、杠山、三瀬山、藤原山 |
| 藩領 | 肥前蓮池藩     | 5村  | 嘉納村、下西村、小松村、見島村、余江村 |
| 藩領 | 佐賀藩・蓮池藩 | 5村  | 直鳥村、永歌村、姉村、崎村、古賀村 |

- 明治4年
  - 7月14日（1871年8月29日） - 廃藩置県により、藩領が佐賀県（第1次）、蓮池県の管轄となる。
  - 11月14日（1871年12月25日） - 第1次府県統合により伊万里県の管轄となる。
- 明治5年5月29日（1872年7月4日） - 佐賀県（第2次）の管轄となる。
- 明治9年（1876年）
  - 4月18日 - 第2次府県統合により三潴県の管轄となる。
  - 8月21日 - 長崎県の管轄となる。
- 明治11年（1878年）10月28日 - 郡区町村編制法の長崎県での施行により、行政区画としての神埼郡が発足。郡役所が神埼村に設置。
- 明治16年（1883年）5月9日 - 佐賀県（第3次）の管轄となる。

### 町村制以降の沿革

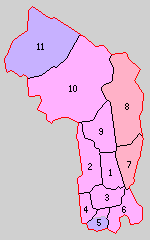
1.神埼村 2.西郷村 3.城田村 4.境野村 5.蓮池村 6.千歳村 7.三田川村 8.東脊振村 9.仁比山村 10.脊振村 11.三瀬村（紫：佐賀市 桃：神埼市 赤：吉野ヶ里町）

- 明治22年（1889年）4月1日 - 町村制の施行により、以下の各村が発足。特記以外は現・神埼市。（11村）
  - 神埼村 ← 神埼村、本掘村、田道ヶ里、永歌村、本告牟田村［後の西小津ヶ里・枝ヶ里］
  - 西郷村 ← 横武村、姉川村、本告牟田村［上記を除く］、竹村、尾崎村
  - 城田村 ← 直鳥村、姉村、黒井村、嘉納村、詫田村、下板村
  - 境野村 ← 境原村、余江村、下西村
  - 蓮池村 ← 古賀村（現・佐賀市、神埼市）、見島村、小松村、佐賀郡蓮池村（現・佐賀市）
  - 千歳村 ← 渡瀬村、崎村、迎島村、柳島村
  - 三田川村 ← 吉田村、田手村、箱川村、豆田村（現・吉野ヶ里町）
  - 東脊振村 ← 大曲村、石動村、三津村、松隈村（現・吉野ヶ里町）
  - 仁比山村 ← 的村、志波屋村、鶴村、城原村
  - 脊振村 ← 広滝山、腹巻山、鹿路山［名尾を除く］
  - 三瀬村 ← 三瀬山、藤原山、杠山（現・佐賀市）
  - 鹿路山の一部（名尾）が佐賀郡松梅村の一部となる。
- 明治26年（1893年）7月1日 - 神埼村が町制施行して神埼町となる。（1町10村）
- 明治30年（1897年）6月1日 - 郡制を施行。
- 大正12年（1923年）4月1日 - 郡会が廃止。郡役所は存続。
- 大正15年（1926年）7月1日 - 郡役所が廃止。以降は地域区分名称となる。
- 昭和10年（1935年）11月3日 - 蓮池村が町制施行して蓮池町となる。（2町9村）
- 昭和30年（1955年）
  - 3月31日 - 神埼町・西郷村・仁比山村が合併し、改めて神埼町が発足。（2町7村）
  - 4月1日 - 城田村・境野村・千歳村および蓮池町の一部（古賀の一部）が合併して千代田村が発足。蓮池町の残部が佐賀市に編入。（1町5村）
- 昭和40年（1965年）4月1日（3町3村）
  - 千代田村が町制施行して千代田町となる。
  - 三田川村が町制施行して三田川町となる。
- 平成17年（2005年）10月1日 - 三瀬村が佐賀市・佐賀郡諸富町・大和町・富士町と合併し、改めて佐賀市が発足、郡より離脱。（3町2村）
- 平成18年（2006年）
  - 3月1日 - 三田川町・東脊振村が合併して吉野ヶ里町が発足。（3町1村）
  - 3月20日 - 神埼町・千代田町・脊振村が合併して神埼市が発足し、郡より離脱。（1町）

### 変遷表
| 明治22年以前 | 明治22年4月1日 | 明治22年 - 昭和19年  | 昭和20年 - 昭和34年                                         | 昭和35年 - 昭和64年 | 平成1年 - 現在               | 現在       |
| ------------ | -------------- | -------------------- | ----------------------------------------------------------- | ------------------- | ---------------------------- | ---------- |
|              | 神埼村         | 明治26年7月1日 町制  | 昭和30年3月31日 神埼町                                      | 神埼町              | 平成18年3月20日 神埼市       | 神埼市     |
|              | 西郷村         | 西郷村               | 昭和30年3月31日 神埼町                                      | 神埼町              | 平成18年3月20日 神埼市       | 神埼市     |
|              | 仁比山村       | 仁比山村             | 昭和30年3月31日 神埼町                                      | 神埼町              | 平成18年3月20日 神埼市       | 神埼市     |
|              | 脊振村         | 脊振村               | 脊振村                                                      | 脊振村              | 平成18年3月20日 神埼市       | 神埼市     |
|              | 城田村         | 城田村               | 昭和30年4月1日 千代田村                                     | 昭和40年4月1日 町制 | 平成18年3月20日 神埼市       | 神埼市     |
|              | 境野村         | 境野村               | 昭和30年4月1日 千代田村                                     | 昭和40年4月1日 町制 | 平成18年3月20日 神埼市       | 神埼市     |
|              | 千歳村         | 千歳村               | 昭和30年4月1日 千代田村                                     | 昭和40年4月1日 町制 | 平成18年3月20日 神埼市       | 神埼市     |
|              | 蓮池村         | 昭和10年11月3日 町制 | 昭和30年4月1日 千代田村                                     | 昭和40年4月1日 町制 | 平成18年3月20日 神埼市       | 神埼市     |
|              | 蓮池村         | 昭和10年11月3日 町制 | 昭和30年4月1日 佐賀市に編入 （蓮池、見島 小松、古賀の一部） | 佐賀市の一部        | 平成17年10月1日 佐賀市の一部 | 佐賀市     |
|              | 三瀬村         | 三瀬村               | 三瀬村                                                      | 三瀬村              | 平成17年10月1日 佐賀市の一部 | 佐賀市     |
|              | 三田川村       | 三田川村             | 三田川村                                                    | 昭和40年4月1日 町制 | 平成18年3月1日 吉野ヶ里町    | 吉野ヶ里町 |
|              | 東脊振村       | 東脊振村             | 東脊振村                                                    | 東脊振村            | 平成18年3月1日 吉野ヶ里町    | 吉野ヶ里町 |

## 行政
長崎県神埼郡長
| 代 | 氏名 | 就任年月日                 | 退任年月日               | 備考         |
| -- | ---- | -------------------------- | ------------------------ | ------------ |
| 1  |      | 明治11年（1878年）10月28日 |                          |              |
|    |      |                            | 明治16年（1883年）5月8日 | 佐賀県に移管 |

佐賀県神埼郡長
| 代 | 氏名 | 就任年月日               | 退任年月日                | 備考                   |
| -- | ---- | ------------------------ | ------------------------- | ---------------------- |
| 1  |      | 明治16年（1883年）5月9日 |                           |                        |
|    |      |                          | 大正15年（1926年）6月30日 | 郡役所廃止により、廃官 |

神埼郡長を務めた主な人物
- 大坪利晋
- 釜瀬富太
- 郡山軍助

## 関連文献
- 神埼郡郷土誌 上巻 - Google ブックス（神埼郡教育會、1915年）
- 神埼郡郷土誌 下巻 - Google ブックス（神埼郡教育會、1915年）
- 岩崎公弥「近世郷の成立と藩政村 : 肥前国神埼郡の場合」『地理科学』第29巻、地理科学学会、1978年、58-64頁、doi:10.20630/chirikagaku.29.0_58。